# Calamité agricole
Une calamité agricole est un dommage non assurable, d'importance exceptionnelle, dû à des variations anormales d'intensité d'un agent naturel, lorsque les moyens techniques de lutte préventive ou curative employés habituellement dans l'agriculture se sont révélés insuffisants ou inopérants.
En France, les calamités agricoles sont le plus souvent des sécheresses. Le dispositif d'indemnisation des calamités agricoles repose sur une procédure qui commence par la reconnaissance par les autorités publiques compétentes des dommages causés par un aléa climatique défavorable. Après enquête et expertise, le Comité national de la gestion des risques en agriculture rend un avis. Si celui-ci est favorable, le ministre chargé de l’agriculture reconnaît l’état de calamité agricole du territoire par un arrêté ministériel. Le Fonds national de gestion des risques en agriculture contribue à l'indemnisation des calamités agricoles. Le régime des calamités agricoles peut intervenir afin d’indemniser les agriculteurs qui ont subi soit une perte de récolte (baisse quantitative de production), soit une perte de fonds (destruction ou dégradation de l’outil de production).
L'indemnisation nécessite une procédure de déclaration de celui qui est victime du préjudice, soit sur support papier, soit par internet avec la téléprocédure Télécam.

## Calamités de gel
Le gel de 2021 a été considéré comme pire que le gel de 1991 et le gouvernement a déclaré une calamité agricole.